# Михаил II Асен
Вижте пояснителната страница за други личности с името Михаил Асен.
Михаѝл II Асѐн е български цар от 1246 до 1256 г. Син е на Иван Асен II от третия му брак с Ирина Комнина.

## Царуване
Възкачването на Михаил II Асен на престола е подготвено от майка му, която участва в заговора срещу цар Калиман I Асен. Tъй като Михаил е малолетен, вместо него управлява регентство – майка му Ирина и севастократор Петър. Не е сигурно дали има и трети член на регентския съвет.
В 1246 г. никейският император Йоан III Дука Ватаци се възползва, че на българския престол е „дете цар“ и извършва нападение. Големи български градове като Велбъжд, Мелник, Скопие, Сяр, Прилеп, Цепина и други са завладени. От Търново не успяват да реагират и през 1247 г. е сключен мир, според който България губи около 1/3 от територията си. Също така Михаил Асен се задължава да подкрепи Никея в продължаващата война с Латинската Империя.  От положението се възползват и маджарите, които по същото време завладяват българските области Белград, Браничево и вероятно Срем, след което унгарският владетел добавя към титлата си и „крал на България“.
През 1253 г. Михаил II Асен със севастократор Петър сключва договор между Търновското царство и Дубровнишката република, насочен срещу сръбския крал Стефан Урош I и „цялата му рода и срещу всички, които живеят в неговата земя“. Според клаузите на този договор, в случай че Сърбия бъде победена, двете страни ще си поделят териториите и́. През същата година, след като князът на Захумлие Радослав Андрич се присъединява към коалицията, български войски и съюзната им куманска конница нахлуват във вътрешността на Рашкото кралство и опустошават Биело Поле, но скоро след това войната е прекратена.
Неблагополучията след възкачването на царя стават причина към 1254 г. царицата-майка Ирина да загуби позициите си в регентството и единствен до непълнолетния цар да остане севастократор Петър.
На 3 ноември 1254 г. умира Йоан III Дука Ватаци и през декември Михаил Асен предприема светкавична офанзива срещу Никея. Българските войски си връщат крепостите Станимака (Асеновград), Перущица, Кричим, Цепина и Перперек с областта Ахрида в Родопите и югозападните български земи. Новият никейски император Теодор II Ласкарис прехвърля войски от Мала Азия на Балканите и успява да изненада Михаил II Асен и да си възвърне Родопската област.
В края на 1255 г. Михаил II Асен сключва мир с Унгария, скрепен с брак между него и внучката на крал Бела IV – Анна Ростиславна, дъщеря на Анна Арпад и унгарският васал княз Ростислав Михайлович, бан на Славония и Мачва, чиято военна подкрепа е осигурена.
Тъстът е в делегацията за сключване на мирния договор в Регина от 1255 г., но предателски се споразумява с никейския владетел с договора да му се предадат възвърнатите от българите земи и границите да останат тези отпреди военните действия. Царят отказва да признае договора, защото така българите губят придобивките след 1254 г.
Срещу него обаче вече е натрупано толкова силно недоволство, че през 1256 г., едва 17 – 18 годишен, цар Михаил II Асен е смъртоносно ранен по време на лов от своя братовчед, бъдещия цар Калиман II Асен (отъждествяван в някои хипотези със севастократор Калоян). Смъртта на Михаил II Асен през есента на 1256 г. предизвиква междуособици, в които за трона се борят трима основни претенденти – Ростислав Михайлович, деспот Мицо Асен и българският болярин на Скопие Константин Тих – Асен, правнук на Стефан Неманя и Ана Неманич.
Михаил II остава в сянката на по-могъщите личности от онова време. През повечето време на царуването си той е малолетен и не може да води самостоятелна политика, предоверява се на тъста си Ростислав, което води до предателство. При царуването му средновековното българско царство навлиза в продължителен период на вътрешни противоборства. Според Георги Акрополит убиецът на Михаил II Асен е неговият братовчед. В преписка на арменския свещеник Аракел от 1258 г. се посочва, че българският владетел е убит от сина на неговия чичо. Счита се, че Михаил II Асен не е имал друг чичо освен севастократор Александър Асен. По тази причина се счита, че Калиман II е негов син.

## Брак и потомство
Михаил II Асен е женен за Анна Ростиславна, дъщеря на руския княз Ростислав Михайлович и унгарската принцеса Анна Арпад. След неговата смърт тя е омъжена за кратко и за неговия наследник на престола – цар Калиман II Асен.

## Свидетелства
Портретът на царя е един от много малкото запазени средновековни образи на български владетели. Той е зографисан заедно с майка си царица Ирина на ктиторския портрет на църквата „Свети Архангели Митрополитски“ в македонския град Костур, който тогава е част от българското царство и влиза в предходното Скопско комитатство.

## Памет
На цар Михаил Асен е наречена улица в кварталите „Драгалевци“ и „Могилата“ в София (Карта).